# Bologoïe
Bologoïe (en russe : Болого́е) est une ville de l'oblast de Tver, en Russie, et le centre administratif du raïon de Bologoïe. Sa population s'élevait à 22 177 habitants en 2014.

## Géographie
Bologoïe est située à 44 km au nord-ouest de Vychni Volotchek, à 155 km au nord-ouest de Tver et à 301 km au nord-ouest de Moscou.

## Histoire
Bologoïe est mentionnée pour la première fois dans des documents d'archives de 1495, qui est considéré comme l'année de sa fondation. Le nom Bologoïe provient du nom du lac voisin de Bologoïe. En 1851, Bologoïe devint une gare sur la ligne de chemin de fer Moscou – Saint-Pétersbourg. Dans la seconde moitié du XIXe siècle, le passage d'une seconde voie ferrée, Rybinsk – Pskov – Vindava, transforma Bologoïe en un important carrefour ferroviaire. Des industries connexes contribuèrent de manière significative à la croissance de la ville. Bologoïe reçut le statut de ville en 1926.
Anton Tchekhov mentionne la gare de Bologoïe dans sa nouvelle Un heureux mortel, parue en 1886.

## Population
Recensements (*) ou estimations de la population
| 1897* | 1917   | 1920  | 1923  | 1926*  |
| ----- | ------ | ----- | ----- | ------ |
| 5 826 | 13 027 | 8 648 | 9 016 | 10 863 |

| 1937*  | 1939*  | 1959*  | 1970*  | 1979*  |
| ------ | ------ | ------ | ------ | ------ |
| 14 071 | 17 320 | 30 301 | 33 949 | 31 293 |

| 1989*  | 2002*  | 2010*  | 2013   | 2014   |
| ------ | ------ | ------ | ------ | ------ |
| 35 926 | 22 612 | 23 494 | 22 671 | 22 177 |

## Transports
Par la route, Bologoïe se trouve à 354 km au nord-est de Moscou et à 418 km au sud-est de Saint-Pétersbourg.
Par le chemin de fer, Bologoïe se trouve à mi-chemin entre Moscou et Saint-Pétersbourg.